# Bob The Drag Queen
Christopher Caldwell  (Columbus, Georgia; 22 de junio de 1986), más conocido por su nombre artístico, Bob the Drag Queen, es un actor, músico, drag queen y personalidad televisivo estadounidense, ganador de la octava temporada de RuPaul's Drag Race.

## Infancia y comienzos
Christopher nació el 22 de junio de 1986 en Columbus, en Georgia. Actualmente reside en New York. Antes de convertirse en drag queen, Christopher trabaja en un taller de teatro para niños y dice que "siempre ha encontrado alegría en él a través de los niños". También es un activista de los derechos LGBT y relata en RuPaul's Drag Race cuando fue arrestado mientras protestaba por los derechos LGBT.

## RuPaul's Drag Race
El 1 de febrero de 2016, Bob The Drag Queen se anunció como candidato a la octava temporada de RuPaul's Drag Race. Rápidamente se destacó en el programa gracias a su humor. Durante el mismo, ganó tres desafíos principales, incluido el juego Snatch recurrente, donde imitó a Uzo Aduba y a Carol Channing. El 16 de mayo de 2016 fue coronado ganador de la temporada, recibiendo un premio de 100.000 dólares.
| Predecesora: Violet Chachki | Ganadora de RuPaul's Drag Race 2016 | Sucesora: Sasha Velour |

## Otros proyectos
Bob aparece como coanfitrión invitado con Trixie Mattel en The Trixie & Katya Show, reemplazando a Katya durante su pausa. Su programa de televisión, Bob the Drag Queen: Suspiciously Large Woman, fue emitido en julio de 2017. Bob aparece en la serie de Netflix The Chronicles of San Francisco en el papel de Ida Best.